# لاستیک فلزی
لاستیک فلزی یک نام عمومی و گسترده برای چندین پلیمر رسانایی با یون‌های فلزی تولید شده توسط نانو سونیک در همکاری با ویرجینیا است. این نانوکامپوزیت خودآموزی فوق‌العاده انعطاف‌پذیر و بادوام در برابر فشار بالا و پایین، درجه حرارت، تنش و اکثر واکنش‌های شیمیایی است و تمام خواص فیزیکی و شیمیایی آن را پس از بازگشت به حالت زمین حفظ می‌کند. لاستیک فلزی نانو سونیک یک الاستومر با هدایت الکتریکی و انعطاف‌پذیری بالا ست. می توان آن را به صورت مکانیکی به بیش از ۱۰۰۰ درصد از ابعاد اصلی آن تغییر شکل داد، در حالی که از هدایت الکتریکی آن باقی مانده‌است. لاستیک فلزی می‌تواند داده‌ها و توان الکتریکی را حمل کند و همین‌طور برای محیط زیست مضر است، به این دلیل دنیای جدیدی از برنامه‌های کاربردی که نیاز به رشته‌های الکتریکی قوی، انعطاف‌پذیر و کششی را در بازارهای هوا و فضا / دفاع، الکترونیک و زیست‌شناسی به ارمغان می‌آورد، باز می‌شود.

## خواص
لاستیک فلزی فقط نیاز به حدود ۱ درصد یونهای فلزی برای حفظ خواص هدایت کننده خود دارد، به این مواد اجازه می‌دهد که کیفیت الاستیسیته را حفظ کنند و همچنین کمترین هزینه را داشته باشند. لاستیک فلزی دارای فشار حدود ۳۰۰٪ است درحالی‌که ورق آن از نظر مکانیکی می‌تواند به بیش از ۱۰۰۰٪ ابعاد اصلی آن تغییر شکل دهد. مدول الاستیک ۰٫۰۱ گیگا پاسکال است و مقاومت آن در هر ورق مربع ۰٫۱–۱۰۰ اهم است. حداکثر دمای کار ۱۷۰ درجه سلسیوس (۳۳۸ درجه فارنهایت) است، در حالی که حداقل دمای سرویس -۶۰ درجه سانتیگراد (-۷۶ درجه فارنهایت) است. این نوع از الاستومر به عنوان یک عایق است، اما لاستیک فلزی مانند فلزات بسیار رسانا است

## برنامه‌های کاربردی
لاستیک فلزی از طریق یک فرایند تولید در سطح مولکولی تغییر یافته با استفاده از پیش سازهای نانو سونیک در خانه تولید می‌شود. مواد در اندازه‌ها و شکل‌های مختلف تولید می‌شوند. استفاده‌های احتمالی این محصول می‌تواند زره بدن برتر، سنسورهای الکترونیکی با دوام، مواد مختلف هوا فضا و مصالح ساختمانی تجاری باشد. صنایع مختلف دارای نیازهای منحصر به فردی هستند که باعث می‌شود با ویژگی‌های لاستیک فلزی روبرو شوند.
۱. هوا فضا/دفاع
استحکام بالا در شرایط سخت (دما و فشار بالا/پایین)
۲. الکترونیک
سنسورها و هادی‌های کشش پذیر
۳. بازارهای مهندسی زیستی
بسیار انعطاف‌پذیر و کاملاً بدون خوردگی است. برای جایگزینی مفصل به جای ایمپلنت‌های سنگین بسیار مفید است.
ابعاد ضخیم لاستیک فلزی را می‌توان برای عضلات مصنوعی به علت انعطاف‌پذیری و خواص هدایت کننده برای سیگنال زیستی الکتریکی استفاده کرد.

## محصولات کنونی
NanoSonic در حال حاضر محصولاتی را ارائه می‌دهد که دارای ویژگی‌های منحصر به فرد هستند.
۱. کابل‌های لاستیک فلزی
این محصول می‌تواند برای جایگزینی سیم‌های سنگین و کابل داده و همچنین پارچه‌های رسانا و CNTها استفاده شود. همچنین در حفاظت EMI سبک‌وزن استفاده می‌شود و می‌تواند به عنوان یک پوشش الاستومر رای شیلنگ و لوله استفاده می‌شود.
۲. محافظ لاستیک فلزی
به دلیل وجود لاستیک‌های نانوساختاری و نانولوله‌های کربنی، سبک‌وزن است و از نظر زیست‌محیطی با دوام است و امکان انتخاب فرکانس رادیویی و اتصال پهنای باند را فراهم می‌کند.
۳. سنسورهای لاستیک فلزی
امکان نیروی برش نازک و سنسورهای فشار را علاوه بر تجزیه و تحلیل تونل آب و باد در فشار متوسط / بالا فراهم می‌آورد.